# Long Vũ
Trịnh Long Vũ (sinh năm 1974), thường được biết đến với tên gọi Long Vũ, là một nhà báo, biên tập viên, người dẫn chương trình, bình luận viên thể thao người Việt Nam. Anh được biết đến qua việc bình luận các chương trình bóng đá, sự kiện thể thao và dẫn chương trình Chiếc nón kỳ diệu của Đài Truyền hình Việt Nam.

## Thiếu thời
Trịnh Long Vũ sinh năm 1974 tại Hà Nội, là con cả trong một gia đình có hai anh em trai, bố mẹ đều là cán bộ công chức. Anh từng theo học tại Trường Phổ thông Trung học Kim Liên và Trường Đại học Ngoại ngữ, Đại học Quốc gia Hà Nội. Thời sinh viên, Long Vũ cùng một số người bạn cùng thời như Vũ Anh Tuấn và Trần Thanh Tùng (Tùng John) đã lập nên ban nhạc Desire – một nhóm nhạc chuyên hát lại các bài hát hit của ban nhạc lừng danh The Beatles, nổi tiếng khắp Hà Nội vào đầu thập niên 1990 – trong đó anh giữ vai trò hát chính trong nhóm. Mặc dù Desire giảm dần hoạt động rồi tan rã trong những năm sau đó, các thành viên của ban nhạc này, kể cả Long Vũ, vẫn giữ liên lạc với nhau và thường xuyên tái hợp trong những chương trình, sự kiện liên quan đến The Beatles sau này.

## Sự nghiệp
Sau khi tốt nghiệp đại học, Long Vũ bắt đầu công tác tại Ban Thời sự, Đài Truyền hình Việt Nam với vai trò là biên tập viên cho Bản tin tiếng Anh, sau đó chuyển sang dẫn dắt cho chuyên mục Bình luận thể thao của kênh VTV1. Anh cũng tham gia thực hiện các chương trình bình luận trực tiếp trên kênh VTV3, trước khi xuất hiện trong vai trò người dẫn của trò chơi truyền hình Chiếc nón kỳ diệu vào năm 2001. Sự dẫn dắt của anh trong suốt 5 năm liên tục (cho đến năm 2006) đã giúp Chiếc nón kỳ diệu nhận được sự ủng hộ đông đảo từ khán giả và giúp cho tên tuổi của Long Vũ gắn liền với thành công của chương trình. Anh đã được bầu chọn là biên tập viên được hâm mộ nhất theo kết quả thăm dò dư luận khán giả VTV do Trung tâm nghiên cứu dư luận xã hội, Ban Tư tưởng Văn hoá Trung ương tiến hành vào cuối năm 2002.
Năm 2005, Long Vũ được bổ nhiệm làm Phó Trưởng phòng Thể thao của Ban Biên tập Truyền hình Cáp, và được thăng chức Trưởng phòng Thể thao chỉ sau đó một năm. Trong thời gian này, anh dần trở lại với công việc biên tập và dẫn dắt các chương trình thể thao của kênh VCTV3, đồng thời được giao phụ trách tổ chức sản xuất kênh thông tin tài chính và chứng khoán Info TV (VCTV9). Anh đảm nhận chức vụ Trưởng Ban Biên tập Truyền hình Cáp kể từ năm 2011, và được bầu làm thành viên Hội đồng quản trị của VTVCab từ tháng 7 năm 2018 đến tháng 2 năm 2020. Vào năm 2008, Long Vũ cũng đã tham gia diễn xuất trong loạt phim hài kịch tình huống Những người độc thân vui vẻ của VFC với vai một MC nổi tiếng.
Năm 2021, Long Vũ lần đầu tiên tham gia bình luận môn golf tại giải Ryder Cup 2020 mà VTVCab có bản quyền phát sóng. Vào năm 2022, anh trở lại dẫn dắt chương trình giải trí với chương trình Cuộc hẹn cuối tuần mùa thứ hai.

## Đời tư
Long Vũ kết hôn với Phạm Thu Lan – cũng là một biên tập viên tại VTV – vào năm 1999 và có hai người con, con trai cả có biệt danh là Banh (tên thật là Trịnh Hoàng Lâm, sinh năm 2000) và con gái có biệt danh là Mi Mi (sinh năm 2004). Long Vũ là một người hâm mộ của câu lạc bộ bóng đá Liverpool.

## Các chương trình đã tham gia

### Dẫn chương trình
- Bình luận thể thao (VTV1)
- Chiếc nón kỳ diệu (VTV3)
- Cuồng nhiệt cùng bóng đá (VCTV3)[17]
- Nhà đầu tư tài ba (VTV3)
- Tôi yêu thể thao (VTV3)[18]
- VTV New Year Concert (VTV1): Anh dẫn dắt chính chương trình vào năm 2012, dẫn cùng với Thu Hà vào năm 2013 và với Thụy Vân vào năm 2016.[19]
- Cuộc hẹn cuối tuần (VTV3): Anh là người dẫn dắt chính của chương trình trong mùa 2 (2022) và mùa 3 (2025).

### Sự kiện
- Lễ trao giải Trí tuệ Việt Nam 2004
- Hoa hậu Việt Nam 2004

### Khách mời
- SV 2016 (VTV3)[20]
- Cuộc hẹn cuối tuần (VTV3)[21]